# Woestijnbuideldas
De woestijnbuideldas (Perameles eremiana) is een waarschijnlijk uitgestorven buideldas uit het geslacht der spitsneusbuideldassen (Perameles). De wetenschappelijke naam van de soort werd voor het eerst geldig gepubliceerd door Walter Baldwin Spencer in 1897.

## Kenmerken
De woestijnbuideldas leek sterk op de iets kleinere, meer zuidelijk voorkomende Perameles bougainville, maar de kleur van de bovenkant van het lichaam was lichter (oranjebruin), en de staart was langer en de streep aan de bovenkant was donkerder. De kop-romplengte bedroeg 180 tot 285 millimeter, de staartlengte 77 tot 135 millimeter en het gewicht zo'n 250 gram.

## Verspreiding
Deze soort kwam voor in de woestijnen van Midden-Australië (oostelijk West-Australië), zuidwestelijk Noordelijk Territorium en noordwestelijk Zuid-Australië. Het laatste exemplaar is gevonden in 1943; mogelijk is het dier echter pas in de jaren 60 uitgestorven.
Levende soorten: Perameles bougainville · Tasmaanse buideldas (Perameles gunnii) · Spitsneusbuideldas (Perameles nasuta) · Perameles pallescens

Uitgestorven soorten: Woestijnbuideldas (Perameles eremiana) · Perameles fasciata · Perameles myosuros · Perameles notina · Perameles papillon